# Jacques Brel (pel·lícula)
Jacques Brel (o Brel) és una pel·lícula documental francesa dirigida per Frédéric Rossif l'any 1982. Evoca la vida i l'obra de Jacques Brel, i es va presentar fora de competició en la 35è Festival Internacional de Cinema de Canes.

## Sinopsi
Es tracta d'un documental que presenta una sinopsi de la carrera artística de Jacques Brel on es barregen imatges d'arxiu dels seus concerts i actuacions teatrals, amb els seus propis plans interpretatius i clips de notícies sobre ell

## Repartiment
- Jacques Brel (images d'archive)
- Nina Simone
- Inès de La Fressange
- Julien Clerc